# Hydatocapnia demensa
Hydatocapnia demensa là một loài bướm đêm trong họ Geometridae.